# 이야정
이야정(揖屋町)은 시마네현 야쓰카군에 있던 정이다. 현재의 마쓰에시에 해당한다.

## 역사
- 1889년 4월 1일 - 정촌제 시행에 의해 시마네군 이야촌이 성립하였다.
- 1896년 4월 1일 - 군의 통합에 의해 야쓰카군에 소속되었다.
- 1935년 10월 1일 - 정으로 승격해 이야정이 되었다.
- 1954년 4월 1일 - 아다카야촌, 이토촌과 합병해 히가시이즈모정이 신설하여 폐지되었다.

## 교통

### 철도
- 일본국유철도
  - 산인본선

## 참고문헌
- 角川日本地名大辞典 32 島根県
- 『市町村名変遷辞典』東京堂出版、1990年。